# Crandall, Texas
Crandall là một thành phố thuộc quận Kaufman, tiểu bang Texas, Hoa Kỳ. Năm 2010, dân số của xã này là 2858 người.

## Dân số
- Dân số năm 2000: 2774 người.
- Dân số năm 2010: 2858 người.